# György Ligeti
Pour les articles homonymes, voir Ligeti.
Œuvres principales
- Atmosphères (en) (1961)
- Requiem (1963-1965)
- Lux Æterna (1966)
- Le Grand Macabre (1974-1977)

György Ligeti est un compositeur naturalisé autrichien, né à Dicsőszentmárton en Roumanie le 28 mai 1923 dans la minorité hongroise de Roumanie et mort le 12 juin 2006 à Vienne.

## Biographie
Issu d'une famille juive de langue et culture hongroises, il a été formé au conservatoire de Cluj en Transylvanie. Le jeune Ligeti doit interrompre ses études en 1943, à la suite des mesures antisémites prises successivement par le régent Horthy (dont l’armée a réoccupé la majeure partie de l’ex-territoire de Transylvanie peuplé de Hongrois mais dévolu à la Roumanie par le traité de Trianon) et le régime des Croix fléchées. Toute sa famille, sauf sa mère, disparaît en déportation.
Après la Seconde Guerre mondiale, il part étudier la musique et la composition à l’Académie Franz Liszt à Budapest, avant de se réfugier à Vienne après l'échec de la révolte anti-communiste de 1956. Après l'écoute du Gesang der Jünglinge de Karlheinz Stockhausen, il contacte ce dernier qui accepte de l'intégrer à son studio de Cologne, où il rencontre Pierre Boulez, Luciano Berio et Mauricio Kagel, avec qui il travailla.
Il s’installe à Vienne en 1959, où il obtient la nationalité autrichienne en 1967. Par la suite, il enseigne à Darmstadt ainsi qu’à l'École royale supérieure de musique de Stockholm ; il devient titulaire d'une chaire de composition au conservatoire de Hambourg en 1973.
Membre de l'Académie roumaine, il est membre du jury du « prix de composition Tōru Takemitsu » en 1998.
En 2003, il reçoit le prix Kossuth.
Il meurt le 12 juin 2006 à Vienne. Il est enterré au cimetière central de Vienne, dans le secteur des tombes d'honneur des musiciens (33G), près du pianiste autrichien de jazz Joe Zawinul.
György Ligeti présente un haut degré de synesthésie : il associe fortement les notes de musique et les nombres avec des couleurs ; fasciné par la lecture d'un article sur cette particularité neurologique, il dit avoir été surpris d'apprendre que tout le monde n'était pas synesthète.

## Œuvres
L’œuvre de Ligeti est des plus diverses, puisqu’elle va de la pièce pour piano seul à l’opéra, en passant par la musique de chambre, l’orchestre, la musique électronique et des formations plus anecdotiques (Poème symphonique pour 100 métronomes), sans oublier l’orgue et le clavecin qui apparaissent assez peu dans la musique contemporaine.
Les œuvres de la période hongroise de Ligeti, notamment le Premier quatuor à cordes, ont une inspiration nettement bartókienne, mais possèdent déjà le côté iconoclaste qui s’affirmera plus tard.
Ainsi, les onze pièces de Musica ricercata sont écrites en utilisant seulement deux notes pour la première pièce (la deuxième note n’apparaissant d’ailleurs qu’à la dernière mesure), puis trois, et ainsi de suite jusqu’à la dernière pièce qui est dodécaphonique. Malgré cette pièce, Ligeti restera plus tard à distance du dodécaphonisme ou de la musique sérielle. Six de ces pièces furent arrangées pour quintette à vent.
Dans le premier quatuor on trouve aussi cette progression mathématique, puisque les intervalles utilisés augmentent progressivement à chaque mouvement en commençant par le demi-ton.
Dans le Poème symphonique pour 100 métronomes de 1962, le cliquetis de ces derniers est organisé pendant près de vingt minutes par un interprète qui règle précisément les tempos et les départs. Cette pièce est un happening créé en liaison avec le mouvement Fluxus
. Dans l'esprit provocateur de ce mouvement, Ligeti a pu le présenter comme un canular, un pied de nez à l’intelligentsia avant-gardiste (dont il faisait partie), inspiré notamment par les jeux de l’Américain John Cage. Il crée un véritable scandale lors de sa première représentation.
Ligeti affine cette technique — où la répétition d’un même son dans plusieurs voix à des vitesses presque identiques crée des déphasages évoluant lentement dans le temps — dans diverses œuvres, notamment dans les scherzos du Deuxième quatuor à cordes (1968) et du Concerto de chambre (1970), ainsi que dans les Trois pièces pour deux pianos (1976). En plus de cette technique purement rythmique, Ramifications (1969) pour double orchestre à cordes brouille les lignes en accordant un des deux orchestres à un diapason légèrement différent de celui de l’autre. Ces deux approches correspondent respectivement à ce que Karol Beffa a appelé les « clocks » et « clouds ».
Aventures et Nouvelles aventures constituent une forme de théâtre musical utilisant des techniques vocales inhabituelles (cri, grognement, rire…). Loin des préoccupations des œuvres micropolyphoniques ou polyrythmiques de Ligeti, ces deux pièces renvoient plutôt à une approche qui remonte à Artikulation.
Les œuvres de la dernière période (concertos pour piano, pour violon, ainsi que les Études pour piano), suivant en cela une tendance générale de la musique contemporaine, renouent plus ou moins avec la tradition en utilisant diatonisme, voire tonalité, et mélodie.

## Au cinéma
Le réalisateur Stanley Kubrick utilisa plusieurs fois la musique de György Ligeti dans ses films, en particulier Atmosphères, Requiem, et Lux Æterna dans 2001, l'Odyssée de l'espace (« le monolithe noir ») et Musica ricercata dans Eyes Wide Shut (le thème au piano, « comme un coup de poignard dans le cœur de Staline », d’après Ligeti). Kubrick a également utilisé Lontano de Ligeti dans Shining.
Dans un documentaire de 2023, Ligeti, compositeur de l’extraterrestre, réalisé par Herbert Eisenschenk, l'épouse du compositeur raconte que Kubrick n'avait demandé aucune autorisation à Ligeti pour utiliser sa musique dans 2001, l'Odyssée de l'espace. La femme du réalisateur, Christiane, avait entendu par hasard cette musique à la radio, et l'a fait écouter à son mari, qui l'a incluse dans le film. Lorsque Ligeti s'en est rendu compte, la production a fait savoir à Kubrick que Ligeti pouvait légalement l'attaquer en justice, et qu'il gagnerait certainement, mais que la procédure judiciaire durerait certainement 25 ans, car ils avaient de très bons avocats. Finalement, Ligeti n'est pas allé jusqu'au procès, et il a reçu 3 000 $ de la part de la production du film.

## Principales œuvres
- 1951 : Concert românesc - Concerto roumain
- 1951-1953 : Musica ricercata, cycle de onze pièces pour piano
- 1953 : Six bagatelles pour quintette à vent (arrangement de six pièces de Musica ricercata)
- 1951-1954 : 1er Quatuor à cordes, « Métamorphoses nocturnes »
- 1957 : Glissandi, composition électronique
- 1958 : Artikulation (en), composition électronique
- 1961 : Atmosphères (en), pour grand orchestre
- 1962 :
  - Volumina, pour orgue
  - Aventures
  - Poème symphonique
- 1963-1965 : Requiem
- 1966 :
  - Concerto pour violoncelle (en)
  - Nouvelles Aventures
  - Lux Æterna
- 1967 : Lontano, pour orchestre de cordes et de vents
- 1968 :
  - 2e Quatuor à cordes
  - Continuum (en), pour clavecin
- 1968-1969 : Ramifications (en), pour double orchestre à cordes
- 1969 :
  - Étude no 2 « Coulée », pour orgue
  - Concerto de chambre
- 1971 : Melodien, pour orchestre de chambre
- 1972 :
  - Double concerto, pour flûte, hautbois et orchestre
  - Clocks and Clouds, pour 12 voix de femmes et orchestre
- 1974-1977 : Le Grand Macabre, opéra d'après la pièce homonyme de Michel de Ghelderode.
- 1976 : Trois pièces pour deux pianos (Monument, Selbstportrait, Bewegung)
- 1982 : Trio pour violon, cor et piano
- 1983 : Trois Fantaisies pour chœur a cappella d’après Hölderlin (en)
- 1985 : Études pour piano (premier livre)
- 1985-1988 : Concerto pour piano (en)
- 1988-1994 : Études pour piano (deuxième livre)
- 1989-1993 : Concerto pour violon (en)
- 1994 : Sonate pour alto seul
- 1995-2001 : Études pour piano (troisième livre)
- 1998- rév. 2003 : Concerto hambourgeois (en) pour cor solo et orchestre
- 2000 : Síppal, dobbal, nádihegedüvel (en), cycle de mélodies sur des poèmes de Sándor Weöres, pour mezzo-soprano et quatuor de percussions

## Prix et distinctions
- Prix Bach de la Ville libre et hanséatique de Hambourg (1975)[7]
- Prix Polar Music
- Prix Sibelius de Wihuri, 2000
- Prix Charles-Cros, 2003
- Prix Kossuth, 2003

### Bases de données et dictionnaires
- (de) Site officiel
- Ressources relatives à la musique :   - International Music Score Library Project
  - AllMusic
  - BRAHMS
  - Carnegie Hall
  - Discogs
  - Grove Music Online
  - Last.fm
  - MusicBrainz
  - Muziekweb
  - Operone
  - Rate Your Music
  - Répertoire international des sources musicales
  - Songkick
- Ressources relatives à l'audiovisuel :   - AllMovie
  - Allociné
  - American Film Institute
  - British Film Institute
  - Filmportal
  - IMDb
  - Rotten Tomatoes
- Ressources relatives aux beaux-arts :   - Académie des arts de Berlin
  - Académie des beaux-arts
  - Museum of Modern Art
  - Union List of Artist Names
- Ressources relatives au spectacle :   - Archives suisses des arts de la scène
  - Les Archives du spectacle
  - Kunstenpunt
- Ressource relative à plusieurs domaines :   - Radio France
- Notices dans des dictionnaires ou encyclopédies généralistes :   - Britannica
  - Brockhaus
  - Den Store Danske Encyklopædi
  - Deutsche Biographie
  - Gran Enciclopèdia Catalana
  - Hrvatska Enciklopedija
  - Internetowa encyklopedia PWN
  - Nationalencyklopedin
  - Munzinger
  - Store norske leksikon
  - Universalis
  - Visuotinė lietuvių enciklopedija
- Notices d'autorité :   - VIAF
  - ISNI
  - BnF (données)
  - IdRef
  - LCCN
  - GND
  - Italie
  - Japon
  - CiNii
  - Espagne
  - Belgique
  - Pays-Bas
  - Pologne
  - Israël
  - NUKAT
  - Catalogne
  - Suède
  - Australie